# Microsania collarti
Microsania collarti är en tvåvingeart som beskrevs av Chandler 2001. Microsania collarti ingår i släktet Microsania och familjen svampflugor.
Artens utbredningsområde är Belgien. Inga underarter finns listade i Catalogue of Life.